# レオ＝ペッカ・タハティ
レオ＝ペッカ・タハティ（フィンランド語: Leo-Pekka Tähti、1983年6月22日 - ）は、フィンランドのポリ出身の車いす陸上競技選手。フィンランド国内では車いすバスケットボールチームでもプレーしている。2004年のアテネパラリンピックでは100mT54と200mT54で優勝し金メダルを手にいれ、2008年の北京パラリンピックでは100mT54で金メダル、200mT54で銅メダルを獲得している。北京での100mT54の予選では13秒76の世界記録を樹立している。